# 原寀
原寀（1504年—？），字次寮，改字孟和，號方畦，陝西西安府華州蒲城縣人，軍籍，明朝政治人物。

## 生平
嘉靖四年（1525年）乙酉科陝西鄉試第六十名舉人。嘉靖八年（1529年）中式己丑科會試第八十一名，登第三甲第七十七名進士。官行人，值父母相继去世，筑庐其傍，朝夕哭奠，见者无不感泣。官至户部员外郎。与频阳杨忠介公爵为莫逆之交。

## 家族
曾祖原讓；祖父原格；父原理，母竇氏。慈侍下。兄密。弟寵、宇。